# Bramstedter Schloss

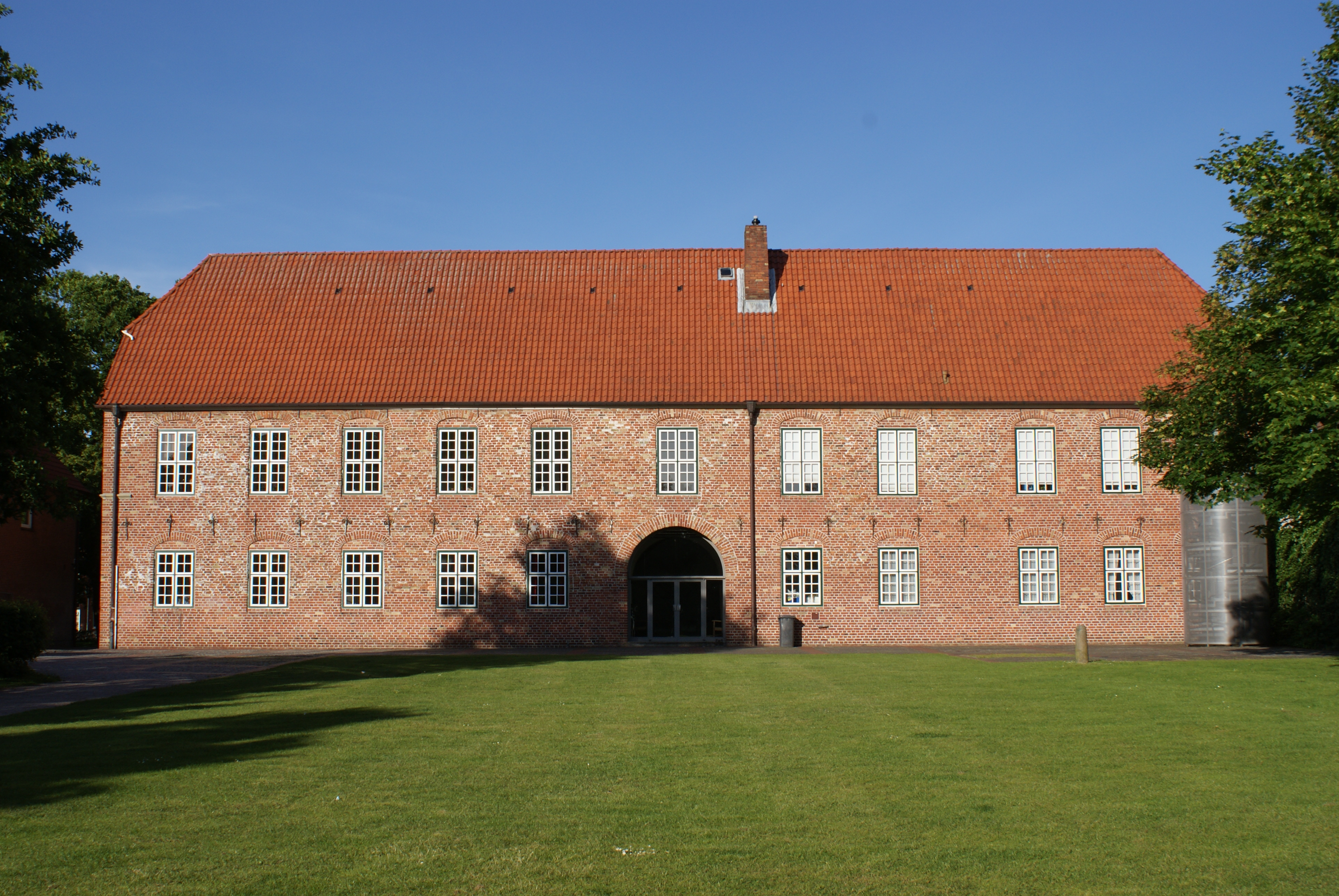
Das heutige Bramstedter Schloss ist eigentlich das Torhaus der früheren Schlossanlage

Das Bramstedter Schloss in Bad Bramstedt in Schleswig-Holstein ging aus dem gleichnamigen Adligen Gut hervor. Das Hauptgebäude des Schlosses wurde im 18. Jahrhundert abgebrochen, seitdem hat sich die Bezeichnung auf das frühere Torhaus der Gutsanlage übertragen, das im 18. Jahrhundert zu einem Wohnhaus im Stil des Rokoko umgebaut wurde. Das Gebäude dient heute als Kulturzentrum der Stadt.

## Geschichtlicher Überblick
Das Gut Bramstedt entwickelte sich aus einer mittelalterlichen Grundherrschaft, die Rechte eines adligen Guts erhielt das Gut im Flecken Bramstedt 1540. Eine Besonderheit war, dass sich das Gut ursprünglich nicht im Eigentum eines der Holsteinischen Landadeligen befand, sondern aus dem Besitz des Dirk Vaget oder Dirick von Bramstedt, dem diverse Landstellen gehörten, hervorging und später an den Kanzler des dänischen Königs namens Caspar Fuchs geriet. Eine weitere Besonderheit war, dass nicht die gesamten Ländereien des Ortes zum Gut gehörten. Der Besitz war einem Flickenteppich gleich rund um Bramstedt verteilt und wurde nicht nur vom Gutsherren und seinen Leibeigenen, sondern auch von freien, sogenannten Amtsbauern bewirtschaftet. Dies führte in der Geschichte des Guts zu wiederholten Konflikten zwischen den Parteien. Auf Caspar Fuchs folgte Gerhard Steding als nächster Besitzer, nach dem das Gut auch als Stedingshof bekannt wurde. 1628 vernichtete ein Brand den Baubestand der Hofanlage.
Das Gut ging 1631 durch einen Verkauf des Arend Steding an den dänischen König Christian IV., der den Besitz seiner Lebenspartnerin Wiebke Kruse 1633 als Versorgungsgut schenkte. Für die Geliebte des Königs wurden die Baulichkeiten in Stand gesetzt, auch das heutige Torhaus stammt aus dieser Zeit. Ob und wie oft Wiebke Kruse sich hier aufhielt, ist urkundlich nicht gesichert. Das Gut ging nach ihrem Tod als Erbe an ihre Tochter Elisabeth Sofie Christiansdatter Gyldenlöve und durch sie an ihren Mann und Erben Claus von Ahlefeldt. Die Besitzer wechselten in der Folge durch Verkäufe oder Erbschaften mehrfach. Auf die Ahlefeld folgten unter anderem Johann Gottfried von Kielmanseck. Er unternahm den Versuch, die freien Bauern Bramstedts zur Fronarbeit auf dem Gut zu zwingen, wogegen diese sich durch den Zusammenschluss unter dem Fleckensvorsteher Jürgen Fuhlendorf selbst loskauften.
Die Enkelin der Wiebeke Kruse verkaufte das Gut Ende des 17. Jahrhunderts und behielt für sich nur das Nutzungsrecht an der Mühle und dem Landstrich Gayen.
In der Mitte des 17. Jahrhunderts ging das Gut an die Familie Stolberg, unter der das alte Schlösschen und die Gebäude des Wirtschaftshofes weitgehend abgerissen und stattdessen das Torgebäude zum Wohnhaus umgebaut wurde. Die Stolbergs verkauften das Gut 1797 an den Dichterjuristen Friedrich Ludwig Wilhelm Meyer, der es bis zu seinem Tode bewohnte. Bis zur Übernahme durch Preußen 1867 war das Gut auch Patrimonialgericht. Bis zur Auflösung des Guts im 19. Jahrhundert wechselten die Besitzer wieder mehrfach, dann ging das Torhaus als Überrest der einstigen Anlage in den Besitz der Stadt Bad Bramstedt.
Das Torhaus dient heute der Stadtverwaltung als Sitzungsräumlichkeiten, Trauzimmer, Stadtarchiv und als Kulturzentrum, in dem regelmäßige Konzerte und Kabarettabende veranstaltet werden.

## Das Bramstedter Schloss

### Das zerstörte alte Schloss
Das eigentliche Bramstedter Schloss befand sich westlich des Torhauses auf der anderen Seite der Hudau, die den früheren Wirtschaftshof in Nordsüdrichtung durchfließt. Es war ein kleines Schlösschen, das wahrscheinlich im 16. Jahrhundert errichtet und um 1635 für Wiebke Kruse erneuert wurde und dessen Front eine Breite von ca. dreizehn Metern hatte. Die genauere Gestalt des Gebäudes ist nicht überliefert, es existieren aus der Zeit bis zu seinem Abriss 1751 nur einige wenige Flurkarten des Geländes. Vom Schloss sind keine Spuren mehr vorhanden, an seinem Standort einige Meter westlich der Hudau befinden sich heute Wohnhäuser. Zwischen dem Schloss und dem östlich gelegenen Torhaus befand sich ein Wirtschaftshof mit Scheunen und Stallungen, die bereits unter den Stolberger Grafen im 18. Jahrhundert abgetragen wurden. Der frühere Wirtschaftshof bildet heute den Garten des Torhauses.

### Das heutige Schloss: das frühere Torhaus
Das einstige Torhaus begrenzte das Schlossgelände zum früheren Dorfzentrum Bramstedts, es befindet sich direkt am Bleeck, dem angerartigen Hauptplatz des Ortes. Das Torhaus ist ein quaderförmiger, breiter Bau aus Backstein, der um 1647 in den Formen der späten Nordischen Renaissance umgebaut wurde. Nach dem Abriss des Schlosses im 18. Jahrhundert wurden Teile der Ausstattung im Torhaus installiert und das einstmals landwirtschaftlichen Zwecken dienende Gebäude zu einem Wohnhaus umgebaut, seitdem wird es auch als Schloss Bramstedt bezeichnet. Im Kontrast zu den strengen und weitgehend ungegliederten Fassaden wurden die Innenräume im Stil des Rokoko durch den italienischen Stuckateur C. D. Martini reich dekoriert und ein barockes Treppenhaus eingebaut. Die schmuckvolle Ausstattung der Wohnräume hat sich bis in die Gegenwart weitgehend erhalten.